# コガネグモ
コガネグモ（黄金蜘蛛、学名: Argiope amoena）は、クモ目コガネグモ科に属するクモである。サンバソウグモ、ヨロブリグモとも呼ぶ。地方によりジョロウグモとも呼ばれるが、コガネグモとジョロウグモは別種である。

## 形態
体長は、メスで20～30mm、オスで5mmほどで、20～30mmという大きさはクモとしては大型の部類である。初夏に成熟し、メスの腹部には幅広い黄色と黒の横縞模様があるのが特徴である。オスのサイズはメスの1/5程度とはるかに小型であり、体色は茶色一色である。

## 生態

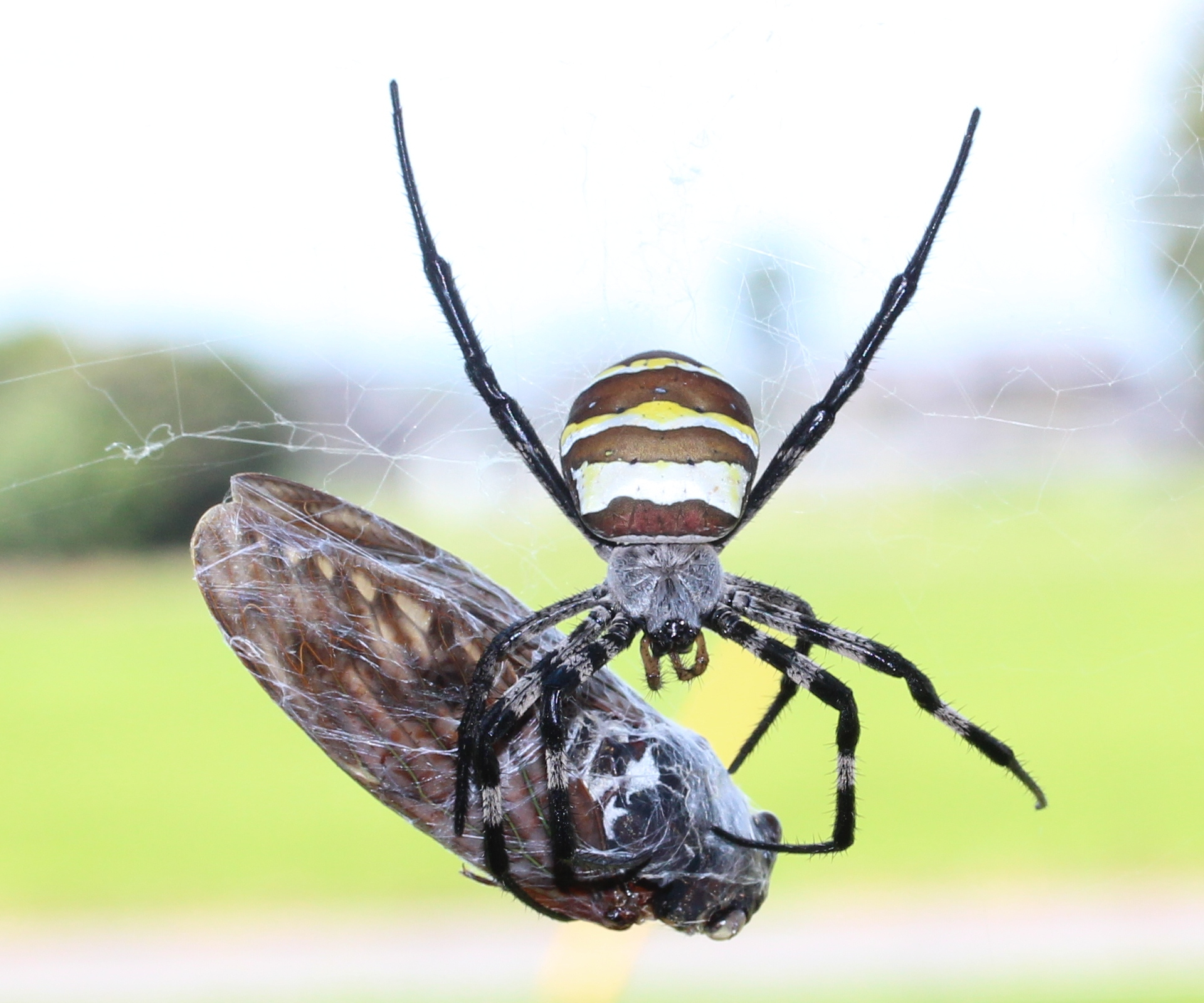
アブラゼミを捕獲したコガネグモ

造網性のクモで、ほぼ円形に近いきれいな円網（えんもう）を作る。クモは常に網の中心におり、頭を下に向けて止まる。この時、前2対と後ろ2対の足をそれぞれそろえて真っすぐに伸ばし、その配置はX字状になる。コガネグモは、この足の配置に合わせるように、網の上に糸の帯でできた白いジグザグの模様をつける。これを、クモの姿を隠すものという意味で「隠れ帯」と呼んだが、実際にその効果があるかどうかは分からない。単純に「白帯」（はくたい）と呼ぶ場合もある。なお、白帯の形は、特に幼虫の場合には円形であったり、縦一直線であったりと、様々である。
餌の昆虫が網にかかると、その振動に反応して接近し噛みつく。さらに、獲物の体を独楽のように回しながら糸の帯を巻き付け、糸で包んでから網の中央に運び、そこで食べる。人為的に餌となりうるもの以外を網にかけたり挑発すると、網を網の平面に対して垂直に振動させて威嚇する。
オスは成熟すると網を張らず、メスのところにやって来る。メスの網の端で枠糸に足をかけ、糸に振動をあたえ、メスの機嫌をうかがい、それから網に入って交接を行う。メスは卵を糸でくるみ、卵嚢にして網の片隅にぶら下げる。卵嚢は細長い八角形くらいの形で、偏平で、2枚の幕に卵塊を挟んだような仕組みになっている。
幼体は秋に孵化し、糸を使って飛んで行くバルーニングを行う。年1化であり、成体は秋までに死亡する。

## 分布
日本では本州（岩手県南部）以南、伊豆諸島と沖縄諸島までの南西諸島に知られる。国外では台湾、朝鮮、中国に分布する。

## 人間との関係
コガネグモは日本の多くの地域においてごく身近に見られる普通種であり、中でも目立つ種であることから、その存在はよく知られている。そのために古くから各地で様々な名前で呼ばれていたようである。特にジョロウグモとは混同されやすく、同じものとして呼ばれることも多かったらしい。両種の違いについては後述する。それ以外に、湯原は子ども達が勝手に呼ぶ名としてチンダイグモ(鎮台グモ？）、ヘイタイグモ(兵隊グモ？）を取り上げている。
ただ、実生活において大きな利害はなく、子どもの遊びに使われる程度である。
その一つは、子どもがセミなどを捕まえる場合である。捕虫網のような柄と網の枠だけを用意し、この枠にクモの網を引っかけ、臨時の網として用いて虫を捕る、という方法があり、その場合に本種の網が使われることが多かったという。ただし、現在では簡単な虫取り網が安価に入手できるから、このような方法は廃れている。
もう一つはクモ同士を戦わせる遊び「クモ合戦」（後述）で、本種もよく使われる。

### クモ合戦
クモは肉食性の小動物であり、2匹を近づければ攻撃を仕掛け合うことがある。そこで、クモを捕まえてきて互いにけしかけ、喧嘩をさせる遊び（昆虫相撲）が各地にある。本種やナガコガネグモ（本種ほど攻撃的でないのでおもしろくないという）のような造網性のクモを使う場合や、徘徊性のハエトリグモを使う場合（ホンチ・フンチ）などがあり、各地の伝統的な遊びにもなっている。ただし、子供が野外での遊びをすることが少なくなった現在では、それを見ることはあまりない。海外ではフィリピンで2匹のクモを細い横棒の上で闘わせる遊び（クモ相撲）が子どもたちによって日常的に行われているが、使われているのはコガネグモではなく、ヒメオニグモ属のクモである。
現在、このコガネグモを使用したクモ合戦を地域の伝統行事として盛んにおこない、町おこしに利用しているところもある。鹿児島県姶良市加治木町では「加治木くも合戦」を毎年の6月第3日曜日におこなっている。大人も子供も参加し、参加するものはあらかじめコガネグモを採集し、大会まで大事に育てる。強いクモを飼育するには色々な秘伝があり、名人と呼ばれる人もいる。紅白の布を巻いた横枝のついた棒を立て、この横枝にコガネグモ2匹を止まらせ、互いに喧嘩するようにけしかける。行司役は「タッタッタ」というかけ声をかける。この行事は、伝承に由れば、文禄・慶長の役において、薩摩藩の島津義弘が出陣した際、兵士達を励ますために始めたものとされている。高知県四万十市にも同様の行事で「全日本女郎ぐも相撲大会」（対戦するクモはコガネグモ）がある。

## コガネグモとジョロウグモ
コガネグモと同じくらい名の通ったクモにジョロウグモがある。名前としてはむしろジョロウグモの方が有名かもしれない。この両者は共にごく普通のクモであり、両者が混同されることが多い。いずれもかつてはコガネグモ科に所属していた（ジョロウグモは現在ではジョロウグモ科に所属させる）ほどであって、多少似ていなくもなく、また、成虫の腹部に大柄な横縞があることも共通している。しかし、違いを知っていれば混同することはない。
コガネグモ
腹部は幅広く、黄色と黒の横しまで、足は比較的太く、直線的。網はほぼ円形の円網で、直径50cm位で、普通はX字型または楕円形の白帯をつける。初夏に成熟する。
ジョロウグモ
腹部は楕円形で、黄色と水色の横しまで、足は細長く、曲がっている。網は縦長の特殊な円網の変形で、前後に補助的な網をつけ、さしわたし1m近くになる。白帯はつけないことが多い。ごく稀にナガコガネグモに似た直線状の白帯をつけることがある。秋に成熟する。

## 近縁種
コガネグモ属（学名: Argiope）は、日本に7種ある。地域にもよるが、普通に見られるのは以下のような種である。特に最初の2種は本種と共に見られ、斑紋も似ている。
コガネグモ Argiope amoena

チュウガタコガネグモ Argiope boesenbergi
コガネグモに似ているが、腹部の模様が異なる。日本本土に普通。
コガタコガネグモ Argiope minuta
コガネグモに似ているが、腹部の模様が異なる。日本本土に普通。
ナガコガネグモ Argiope bruennichii
腹部が細長く、細かい黒の横線模様がある。日本本土に普通。
ナガマルコガネグモ Argiope aemula
コガネグモとナガコガネグモの中間のような姿。南西諸島では普通種である。